# 斑子麻黄
斑子麻黄（学名：Ephedra lepidosperma），为麻黄科麻黄属下的一个植物种。